# 大和和紀
大和和紀（日语：／ Yamato Waki，1948年3月13日—），日本漫畫家，代表作有《窈窕淑女》、《源氏物語》等。

## 經歷
北海道札幌市出身，1966年於《週刊少女フレンド》37號刊登〈どろぼう天使〉出道。從北星學園大學短期大學部畢業後至東京發展，起初住在第2嘉德麗雅莊（日语：第2カトレア荘），隔壁鄰居是同鄉的好友忠津陽子。
1977年以《窈窕淑女》榮獲第1屆講談社漫畫賞少女部門賞。

## 筆名
筆名的大和是其母親娘家姓氏，本名一之關和紀（日语：一ノ関和紀），早期曾以本名發表作品，婚後改姓木野。